# Aurex
Aurex（オーレックス）は、東芝が白物家電や映像機器、ゼネラルオーディオ等に用いられる"TOSHIBA"（1968年以前は通称「傘マーク」の"Toshiba"）とは別にオーディオ製品に用いているブランド名。1969年（昭和44年）から1990年（平成2年）の間の第一期と、2016年（平成28年）に東芝ライフスタイル子会社の東芝エルイートレーディング（TLET）により復活した第二期に分かれる。
2023年（令和5年）7月19日より、50周年を機に制定した新ロゴと同時にAUREXと全て大文字（読みは同じオーレックス）になっている。

## 歴史

### 第一期
ブランド名のAurexとはaudio（オーディオ）のrex（ラテン語、=king、王）を意味する造語である。東芝（1984年〈昭和59年〉3月31日以前は東京芝浦電気名義）が販売するオーディオ機器の一部上位機種に1969年（昭和44年）より別ブランド名として順次付与されはじめ、1973年（昭和48年）以降は同社のピュアオーディオブランドとして正式に独立し、その地位が確立された。ロゴタイプを手掛けたのは、東芝に在籍していた川崎和男である。ジャズ愛好家に強く請求力を込めたCMを流し、思惑通りジャズ愛好家にとって愛されるオーディオブランドとして確立する。
1970年代当時、民生の録音再生機器の主流となっていたコンパクトカセットテープでは宿命のヒスノイズの低減、及びオープンリールタイプのテープレコーダーに比較して劣っていたダイナミックレンジの伸張が課題となっていた。この解決を目的として東芝で開発された"adres"（Automatic Dynamic Range Expansion System）は、後に同様の効果を持つドルビーCタイプNRに主流を奪われることとなるが、オーディオ史にその名を刻むものとなった。また、既存分野の製品の開発にも力が注がれ、プリ・アンプ製品でSY-Λ88は名機の誉れが高かった。オーレックス独自のエレクトレットコンデンサ技術によるヘッドフォン・イコライザーアンプ・カートリッジは、ブランド価値を高めた。1980年（昭和55年）には、システムコンポーネントの新シリーズとして「バードランド」を発売。
カセットデッキ・プリメインアンプ・チューナー・レコードプレーヤー・収納ラックがシステム専用で用意され、各システムのリモコン連携により、収納ラック上のボタンで各パートの基本の再生操作ができるというものだった。
1980年代前半までは、自社開発のみならずケンウッド（現・JVCケンウッド）をはじめ、オーディオメーカーと共同開発するなどしピュアオーディオ製品の開発を進めていたが、1985年（昭和60年）頃には単品ピュアオーディオ市場から完全撤退。この頃からCDを搭載したミニコンポやゼネラルオーディオにAurexブランドを付与しはじめ、ターゲットユーザーを学生/若者向けにシフト。1987年（昭和62年）頃に、本田美奈子（後の本田美奈子.）を起用したスラッシュメタル調のCMロゴを投入してブランドの浸透を図った。しかし市場の評価は芳しくなく、1989年（平成元年）末までにこれらの自社開発を終了。それ以降、ミニコンポはケンウッド、ゼネラルオーディオはシャープからのOEM品にそれぞれ切り替え、販売のみの体制に移行した。
1990年（平成2年）、オーディオ事業を当時のグループ企業であったオンキヨー（現・プレミアムオーディオカンパニーテクノロジーセンター）に譲渡し、東芝系列のチェーン店ではオンキヨーが取り扱われることとなった。これに伴い東芝ブランドとして販売されたAV機器は、前述のケンウッド・シャープほか各分野の専門メーカーからのOEMによる提供となり、Aurexブランドも2016年3月のブランド復活まで一旦消滅した。

### ブランド消滅後
2002年（平成14年）、東芝グループ外の企業からTOSHIBAブランドの家電製品をOEM/ODM調達する担当子会社としてTLETが設立された。これを機にしばらく休止していたTOSHIBAブランドの一部小型オーディオ機器の企画販売を再開。2007年（平成19年）にCDラジカセ、お風呂ラジオなど安価なオーディオ機器が「CUTE BEAT」の愛称で発売され、家電量販店の店頭に並んだ。
2013年（平成25年）にはAurex時代の技術者が中心になり、2年をかけて開発が行われたハイエンドカナル型インナーイヤーヘッドホンが発売され、自社開発製品が復活した。
2014年には、この当時としては大変珍しいハイポジション（クロムポジション）カセットテープ再生対応フルロジックコントロールカセットデッキ&カード型ワイヤレスリモコンを搭載・採用したCDラジカセもラインナップされた。

### 第二期
2016年（平成28年）3月1日、TLETは同年3月下旬発売のハイレゾ音源対応可搬型パーソナルCDラジオシステム「TY-AH1000」の公式発表に併せ、26年ぶりにAurexブランドの復活を発表した。
その後、2018年（平成30年）3月20日には業界初にして世界初となるハイレゾ音源対応CDラジカセ「TY-AK1」、および同年4月20日には先述の「TY-AH1000」の直接の後継機種となるハイレゾ音源 / PC音源対応可搬型パーソナルCDラジオシステム「TY-AH1」がそれぞれ発売された。
これらの小型版に該当するUSB/SD/CDラジオ「TY-ANX1」とCDラジオ「TY-AN1」も2019年（令和元年）11月21日に発売された。「TY-AK1」の後継のCDラジカセ「TY-AK2」は2020年（令和2年）9月20日発売。さらに「TY-AK2」のブランドロゴ刷新版となるCDラジカセの現行品となる「TY-AK21」は2023年（令和5年）7月20日発売。

## AurexからAUREXへ
2023年のブランド50周年（≒半世紀）を機に、「心、躍る。」をブランドスローガンに制定しロゴを「Aurex」から「AUREX」へ変更。ロゴの左側には「音の波動」と「心の波動」をイコライザーをモチーフに表現した。これに伴い今後、東芝ライフスタイルから発売されるゼネラルオーディオ製品に関しては順次、既存のTOSHIBAブランドと併記されている製品を含め、AUREXブランドをつけて販売することとなった。そのため、ラジカセ、CDラジカセ、ラジオ、CDラジオのロゴはすべてAUREXへ置き換えられている。

## 特徴

### 代表的な要素技術
- ノイズリダクション "adres"
- Λコンデンサを使用したアンプ
- クリーンドライブ
- エレクトレットコンデンサカートリッジ
- イコライザーアンプ
- スーパーAP（High-Bハードパーマロイ）ヘッド
- AS（オール･センダスト）ヘッド

### 製品

#### 第一期
プリアンプ
- SY-C15
- SY-77
- SY-88
- SY-Λ88
- SY-Λ88II
- SY-Λ90
- SY-99

イコライザーアンプ
- SY-335
- SZ-1000

マイクミキシングアンプ
- MX-1000

パワーアンプ
- SC-M15
- SC-335
- SC-55
- SC-77
- SC-88
- SC-Λ90F
- SC-Λ99

プリメインアンプ
- SB-66
- SB-66C
- SB-Λ70
- SB-Λ70C
- SB-Λ77
- SB-Λ77C
- SB-150
- SB-230
- SB-430
- SB-730

カセットデッキ
- PC-5060D
- PC-4280
- PC-X2
- PC-X12
- PC-X25AD
- PC-X30
- PC-X33（アドレス未搭載。Fe-Cr、メタル使用可。APヘッド）
- PC-X46AD
- PC-X45AD
- PC-X55AD
- PC-X6AD
- PC-X60AD
- PC-X66AD
- PC-X80AD（1978年11月下旬に発売されたオーレックス史上初のメタルテープ対応カセットデッキ。ASヘッド。ただし受注生産）
- PC-X88AD（3ヘッド）
- PC-G3AW（Wカセット）
- PC-G6AR（オートリバース）
- PC-G7AD
- PC-G8AD
- PC-G90AD（3ヘッド）

遠隔操作ユニット
- RM-15（カセットデッキ向け汎用リモートコントローラ）

DATレコーダー（DATデッキ）
- XC-1000DT

コンパクトカセットテープ
- MX メタルテープ（TDKの初代MAのOEM） 上記デッキのリファレンステープ
- AX クロムテープ（TDKの初代、および2代目SAのOEM） 上記デッキのリファレンステープ
- AD ノーマルテープ（TDKの初代、および2代目ADのOEM） 上記デッキのリファレンステープ
- F ノーマルテープ（TDKの初代DのOEM） Aurex初期のデッキのリファレンステープ
- FH ノーマルテープ（TDKの初代D中期型のOEM）
- TD ノーマルテープ
- KS ノーマルテープ（TDKの初代後期型DのOEM）
- FS ノーマルテープ（TDKの2代目DのOEM）

基本的にTDKからのOEMで、このうち、F・FH・TD・KS・FSは東芝ブランド（BOMBEAT）でも販売された。また、フェリクロムテープのみソニーからのOEMだった（初代Duad相当）。
CDラジオカセットレコーダー
- RT-CDW70X
- RT-CD50X/CDU50X
- RT-CDW80X
- RT-CDW60X/CDWU60X
- RT-CDW40
- RT-CDW88X
- RT-CDW66X
- RT-CDW700（シャープからのOEM）
- RT-CDW500（同上）

adres（アドレス）ノイズリダクションユニット
- AD-2
- AD-2mkⅡ
- AD-3
- AD-4
- AD-4mkⅡ
- AD-5
- AD-15
- AD-15K

外付けの汎用ノイズリダクションユニット。このうち、AD-2mkⅡとAD-4mkⅡはadresで記録されたアナログレコード（adres Disc）の再生に対応する。
ターンテーブル
- SR-A3
- SR-F25
- SR-F35
- SR-F35R
- SR-F45
- SR-F335
- SR-Q75
- SR-250
- SR-510
- SR-630
- SR-M99

CDプレイヤー
- XR-Z90
- XR-Z70

LDプレイヤー
- XR-LK5（レーザーカラオケ）

ステレオミニコンポ
- SM-303

チューナー
- ST-F15
- ST-150
- ST-230
- ST-250
- ST-335
- ST-450（シンセサイザーチューナー）
- ST-550（シンセサイザーチューナー）
- ST-910

スピーカー
- SS-25
- SS-30
- SS-40
- SS-50
- SS-26
- SS-36

上記はAurexブランドが設立された黎明期の製品であり、東芝ブランドの上位機種という扱いで「TOSHIBA」「Aurex」のダブルネームにて展開された。
- SS-S1W
- SS-S12W
- SS-S15W
- SS-S50W
- SS-L3S
- SS-L5S
- SS-L7S
- SS-L8S
- SS-L3SII
- SS-V5W
- SS-510
- SS-220W
- SS-310W
- SS-335W
- SS-415W
- SS-205W
- SS-215W
- SS-315W
- SS-320W
- SS-350W
- SS-350DW
- SS-470S
- SS-470DS
- SS-520
- SS-535W
- SS-810
- SS-730S
- SS-930S
- SS-F30
- SS-F50
- SS-F90
- SS-F07
- SS-F10W

型番末尾がWとなる機種は標準2台組販売を表す。
ヘッドフォン
- HR-X1
- HR-F1
- HR-1000
- HR-910
- HR-810
- HR-810II
- HR-710
- HR-V9
- HR-V7

マイクロフォン
- EM-10
- EM-120
- EM-220
- EM-410
- EM-420
- EM-520
- DM-600
- DM-650
- EM-800E

接続コード／延長コード
- TSC-30A
- TSC-110
- TSC-130
- TSC-120
- TSC-21
- TSC-61
- TIC-91
- TIC-101R
- TIC-111

#### 第二期
CDラジオカセットレコーダー、およびパーソナルCDラジオシステム、ホームラジオの全機種がFM補完中継局の受信に対応する。
また、後述する特定の一部機種を除き、Bluetoothインターフェースを搭載している。
太字の機種は2023年7月より導入された新「AUREX」ロゴが採用された機種。また、このタイミングでかつての東芝ヘッドホンステレオブランド「Walky（ウォーキー）」が1990年のブランド終了以来、33年ぶりに復活（AUREXとのダブルブランドは初）した。
☆印が付与された機種は「AUREX」（または「Aurex」）ロゴのほか、製品本体に「TOSHIBA」ロゴも併記された機種。
★印が付与された機種は「AUREX」ロゴのほか、製品本体に「Walky」ロゴも併記された機種。
【NB】印が付与された機種はBluetoothインターフェース非搭載機種。
CDラジオカセットレコーダー
- TY-AK1☆【NB】
- TY-AK2☆
- TY-ANK1☆
- TY-AK21☆
- TY-CDX92☆
- TY-CDW991☆【NB】
- TY-CDH9☆【NB】
- TY-CDS9☆【NB】

パーソナルCDラジオシステム
- TY-AH1000☆
- TY-AH1☆
- TY-AN1☆
- TY-AN2☆
- TY-ANX2☆
- TY-ANC1☆
- TY-C161☆【NB】
- TY-C261☆【NB】
- TY-ANX3☆

Bluetooth搭載録音機能付モノラルカセットプレーヤー一体型ワイヤレスモノラルスピーカー
- AX-R10
- AX-R10C

Bluetooth搭載録音機能付ステレオカセットプレーヤー一体型ポータブルワイヤレスステレオスピーカー
- AX-T10

Bluetooth搭載録音機能付ポータブルステレオカセットプレーヤー（ヘッドホンステレオ）
- AX-W10（Walky）
- AX-W10C（Walky）

Bluetooth搭載ポータブルレコードプレーヤー
- AX-RP10★

Bluetooth搭載小型ワイヤレススピーカーシステム
- TY-WSP50
- TY-WSP65☆
- AX-WSP100
- AX-FL10
- AX-FX10

テレビ用小型ワイヤレススピーカーシステム
- TY-WSD20☆【NB】

Bluetooth搭載カナル型完全ステレオワイヤレスイヤホン
- RZE-ABT950

LEDライト（懐中電灯）機能搭載ホームラジオ
- TY-KR10☆【NB】
- TY-KR20☆【NB】

## 備考
第一期と同時代に東芝と同様、ピュアオーディオに別ブランド名を冠したメーカーには、
- シャープ（OPTONICA）
- 日立製作所→旧日立コンシューマ・マーケティング（Lo-D、2012年ゼネラルオーディオにてブランド復活、2019年ブランド終了）
- 三洋電機（OTTO、現・パナソニック）
- 新日本電気（DianGo、現・日本電気）
- 松下電器→パナソニック（Technics、2015年ブランド復活）
- 三菱電機→三菱電機エンジニアリング（DIATONE、2005年ブランド復活、2023年ブランド終了）
- 日本ビクター→JVCケンウッド（Victor、2017年ブランド復活、ブランド復活当初は主にプレミアムオーディオのブランドとして展開していた）

等があるが、ピュアオーディオの衰退とゼネラルオーディオの隆盛につれて撤退したブランドも少なくない。